# Lymeon pulcratorius
Lymeon pulcratorius là một loài tò vò trong họ Ichneumonidae.